# Пашков, Пётр Осипович
Пётр Осипович Пашков (1906, Архангельская губерния — 1989, Волгоград) — советский ученый, Заслуженный деятель науки и техники РСФСР, доктор технических наук, профессор.

## Биография
Родился в 1906 году в деревне Почезерье (ныне — в Пинежском районе Архангельской области). Член КПСС.
Участник Гражданской войны. С 1925 года — на хозяйственной, общественной и политической работе. В 1925—1989 гг. — слесарь, машинист локомотива, студент Ленинградского индустриального института, инженерный работник на Ижорском заводе и в ЦНИИ «Прометей», организатор производства танковой брони на Нижне-Тагильском металлургическом комбинате, начальник научного отдела в ЦНИИКМ «Прометей», заведующий лабораторией металлофизики в Институте гидродинамики СО РАН СССР, заведующий кафедрой «Металловедение и термическая обработка металлов» Сталинградского / Волгоградского механического института.
Умер в Волгограде в 1989 году.